# Luciola novaki
Luciola novaki is een keversoort uit de familie glimwormen (Lampyridae). De wetenschappelijke naam van de soort is voor het eerst geldig gepubliceerd in 1946 door G. Müller.